# Cremona Musica International Exhibitions and Festival
Cremona Musica International Exhibitions and Festival, nota anche semplicemente come Cremona Musica, è una manifestazione fieristica dedicata agli strumenti musicali di alto artigianato, che si tiene ogni anno a Cremona, considerata "la città del violino", fra la fine di settembre e l'inizio di ottobre.

## Storia
Nata nel 2002 come Cremona Mondomusica, la manifestazione è cresciuta negli anni fino a prevedere oggi cinque saloni, dedicati a diverse categorie di strumenti:
- Mondomusica, dedicato agli strumenti ad arco
- Piano Experience (dal 2011), dedicato al pianoforte e agli strumenti a tastiera
- Cremona Winds (dal 2016), dedicato agli strumenti a fiato
- Acoustic Guitar Village (dal 2016), dedicato alle chitarre
- Accordion Show (dal 2018), dedicato alla fisarmonica.

Oltre all'esposizione di strumenti artigianali, Cremona Musica prevede anche l'organizzazione di un festival composto da conferenze, masterclass e concerti.

## I "Cremona Musica Awards"
Dal 2014 Cremona Musica ha istituito i Cremona Musica Awards, riconoscimenti assegnati annualmente in occasione della fiera ad artisti che hanno raggiunto livelli di eccellenza nel proprio settore.

### Premiati
- 2014: Alfred Brendel, Michael Nyman, Norman Lebrecht, FuturOrchestra
- 2015: Krzysztof Penderecki, Corinna da Fonseca-Wolheim, Elio e le Storie Tese, Grigory Sokolov (rinuncia al premio)[4]
- 2016: Shlomo Mintz, Bruno Monsaingeon
- 2017: Ivry Gitlis, Giovanni Sollima, Stuart Isacoff, Accademia Nazionale di Santa Cecilia
- 2018: Maxim Vengerov, Valery Gergiev, Giya Kancheli, Alessandro Baricco, Kuhmo Chamber Music Festival
- 2019: Salvatore Accardo, Ezio Bosso, Paco Peña, Richard Stoltzman, Amnon Weinstein